# 南渕時高
南渕 時高（みなみぶち ときたか、1965年10月29日 - ）は、大阪府東大阪市出身の元プロ野球選手（内野手）、野球指導者。
現役時代は粘り強い打撃で相手投手に嫌がられる打者としてチームを支えた。

## 経歴
小学4年生の時にソフトボールを始め、中学入学後にボーイズリーグに入って本格的に野球を始める。天理高校時代は、3年次の1983年に遊撃手として第65回全国選手権に出場。1回戦で岐阜一高に完封負け。
高校卒業後は、青山学院大学に進学。東都大学リーグでは1984年秋季リーグから一部昇格を果たすが、優勝には届かなかった。一部リーグ通算88試合に出場し、打率.327（312打数102安打）、6本塁打、39打点。ベストナイン（遊撃手）2回受賞。4年時は主将を務めた。大学同期に内山正博投手がいる。大学生時代には、同じ東都大学リーグで駒澤大学の野村謙二郎と遊撃手のベストナインを争ったことがあった。
大学卒業後は、社会人野球の東芝に進み、1988年の都市対抗に出場。準々決勝で新日本製鐵堺の野茂英雄をKOし、快勝。準決勝では適時打を放ち、大昭和製紙北海道を降す。決勝ではNTT東海に9回裏サヨナラ勝ち、5年ぶりの優勝を飾った。続く同年の日本選手権でも順調に勝ち進み、決勝では本田技研熊本と対戦、大学同期の内山投手を打ち崩し、優勝。都市対抗、日本選手権の同一年制覇は史上初である。この大会では準決勝で本塁打を放つなど攻守の要として活躍し、最高殊勲選手賞を獲得。同年の社会人ベストナイン（遊撃手）にも選出される。1989年にも都市対抗に連続出場。同年は第9回インターコンチネンタルカップ、第15回アジア野球選手権大会日本代表に選出された。東芝のチームメートには丹波健二、菊池総らがいる。
1989年度プロ野球ドラフト会議にてロッテオリオンズから4位指名を受け、入団。
1991年シーズンには佐藤健一らと遊撃手のレギュラーを争い、翌1992年シーズンには定位置を確保する。1993年シーズンには当時の日本記録である14打席連続出塁を達成。この年チーム唯一のスポーツ紙の一面を飾った。この年のオフに年俸が上がったのには「一面に載ってロッテの宣伝になった」ことも理由だったという。1995年シーズンから二塁手に回る。これについて本人は「遊撃手として誇りをもってやって来たのに、ショート失格の烙印を押されて左遷されたようで、悔しかった」と後日話している。1996年シーズンには初の規定打席（18位、打率.264）に達する。同年4月には無本塁打ながら打率0.349、2打点を記録し、月間MVPを受賞。しかし翌1997年シーズンには小坂誠の入団によって内野陣が再編成され、堀幸一が二塁に戻されたこともあって出場機会が激減、シーズン後半にはほとんど出番がなくなる。同年のシーズンオフに読売ジャイアンツや阪神タイガースも獲得しようとしていたようだが中日ドラゴンズへ移籍。移籍1年目の1998年シーズンには、控え内野手として起用される。1999年に中日はセ・リーグ優勝を果たすが、当人はちょうどその時ふくらはぎを痛めるなどして離脱していたことで、優勝の思い出は無いという。同年の日本シリーズには出場選手として登録されていたが出場機会は無く、同年オフに戦力外通告を受ける。
2000年シーズンには、当時監督に在任していた仰木彬にパンチ力を買われ、オリックス・ブルーウェーブへ移籍したものの、同年オフに前年に続いて戦力外通告を受け、同シーズン限りで現役を引退。
引退後は一時期、ヤングリーグ所属の中学硬式野球チーム「ヤングパドレス」の監督として指導をしていた。その後、サンリーグ所属の中学硬式野球チーム「奈良サンマリーンズ」の総監督を務めた。一方、プロ野球マスターズリーグでは名古屋80D'sersに所属していたが、2006年より大阪ロマンズに所属した。
2017年より、独立リーグ・ベースボール・チャレンジ・リーグの信濃グランセローズで野手総合コーチを務める。2020年11月20日、東京ヤクルトスワローズから育成ドラフト2位指名を受けた赤羽由紘の素質を伸ばした育成手腕などを評価され、2021年もコーチ契約を更新したことが発表された。同年シーズン終了後の10月9日、退任が発表された。10月30日、2022年よりリーグ戦を開始する日本海オセアンリーグの福井ネクサスエレファンツ（福井ワイルドラプターズに代わる新球団）で監督に就任することが発表された。シーズン開幕後の4月24日に、体調不良による休養を球団に申し入れ、ヘッドコーチ兼投手コーチの吉田篤史が監督代行に就任した。5月31日、福井球団は「諸般の事情」により南渕との監督契約を解除したと発表した。
2023年1月25日、ベイサイドリーグ（日本海オセアンリーグが改組改称）の本部長に就任することが発表された。
2024年からは、広島県福山市に所在するクラブチームの福山ローズファイターズの監督に就任。

## 人物
「ブチ」とよく呼ばれている。同い年である古田敦也や池山隆寛とは以前から親交があり、彼らからもこう呼ばれている。

## 詳細情報

### 年度別打撃成績
| 年 度      | 球 団      | 試 合 | 打 席 | 打 数 | 得 点 | 安 打 | 二 塁 打 | 三 塁 打 | 本 塁 打 | 塁 打 | 打 点 | 盗 塁 | 盗 塁 死 | 犠 打 | 犠 飛 | 四 球 | 敬 遠 | 死 球 | 三 振 | 併 殺 打 | 打 率 | 出 塁 率 | 長 打 率 | O P S |
| ---------- | ---------- | ----- | ----- | ----- | ----- | ----- | -------- | -------- | -------- | ----- | ----- | ----- | -------- | ----- | ----- | ----- | ----- | ----- | ----- | -------- | ----- | -------- | -------- | ----- |
| 1990       | ロッテ     | 37    | 96    | 80    | 12    | 21    | 8        | 0        | 0        | 29    | 5     | 2     | 1        | 2     | 0     | 13    | 0     | 1     | 13    | 4        | .263  | .372     | .363     | .735  |
| 1991       | ロッテ     | 104   | 263   | 214   | 21    | 53    | 14       | 4        | 3        | 84    | 24    | 0     | 3        | 16    | 0     | 32    | 0     | 1     | 30    | 9        | .248  | .348     | .393     | .741  |
| 1992       | ロッテ     | 105   | 362   | 299   | 34    | 76    | 16       | 2        | 3        | 105   | 27    | 2     | 1        | 24    | 2     | 35    | 1     | 2     | 40    | 6        | .254  | .334     | .351     | .685  |
| 1993       | ロッテ     | 107   | 294   | 220   | 37    | 60    | 12       | 2        | 1        | 79    | 22    | 4     | 2        | 25    | 3     | 44    | 0     | 2     | 25    | 4        | .273  | .394     | .359     | .753  |
| 1994       | ロッテ     | 111   | 375   | 319   | 29    | 88    | 19       | 1        | 6        | 127   | 39    | 1     | 3        | 11    | 5     | 38    | 1     | 2     | 29    | 7        | .276  | .352     | .398     | .750  |
| 1995       | ロッテ     | 107   | 355   | 303   | 24    | 82    | 10       | 1        | 4        | 106   | 31    | 5     | 0        | 14    | 3     | 33    | 0     | 2     | 26    | 6        | .271  | .343     | .350     | .693  |
| 1996       | ロッテ     | 128   | 518   | 439   | 41    | 116   | 22       | 1        | 5        | 155   | 38    | 7     | 1        | 29    | 2     | 48    | 2     | 0     | 36    | 12       | .264  | .335     | .353     | .688  |
| 1997       | ロッテ     | 35    | 82    | 73    | 5     | 15    | 3        | 0        | 0        | 18    | 1     | 0     | 0        | 1     | 0     | 8     | 0     | 0     | 10    | 3        | .205  | .284     | .247     | .531  |
| 1998       | 中日       | 66    | 97    | 87    | 1     | 23    | 6        | 0        | 0        | 29    | 13    | 0     | 0        | 0     | 0     | 9     | 1     | 1     | 9     | 2        | .264  | .340     | .333     | .674  |
| 1999       | 中日       | 16    | 16    | 14    | 1     | 2     | 2        | 0        | 0        | 4     | 1     | 0     | 0        | 0     | 1     | 1     | 0     | 0     | 1     | 1        | .143  | .188     | .286     | .473  |
| 2000       | オリックス | 8     | 9     | 7     | 1     | 2     | 0        | 0        | 0        | 2     | 0     | 0     | 0        | 0     | 0     | 2     | 0     | 0     | 2     | 0        | .286  | .444     | .286     | .730  |
| 通算：11年 | 通算：11年 | 824   | 2467  | 2055  | 206   | 538   | 112      | 11       | 22       | 738   | 201   | 21    | 11       | 122   | 16    | 263   | 5     | 11    | 221   | 54       | .262  | .346     | .359     | .705  |

### 表彰
- 月間MVP：1回 （1996年4月）

### 記録
初記録
- 初出場・初先発出場：1990年6月16日、対日本ハムファイターズ10回戦（川崎球場）、9番・遊撃手で先発出場
- 初安打：同上、5回裏に西崎幸広から
- 初打点：1990年6月28日、対近鉄バファローズ9回戦（日生球場）、3回表に池上誠一から
- 初本塁打：1991年5月28日、対日本ハムファイターズ9回戦（川崎球場）、5回裏に酒井光次郎から右越逆転決勝2ラン

その他の記録
- 14打席連続出塁（1993年7月16日 - 25日） ※当時のNPB記録[17]

### 背番号
- 31 （1990年 - 1991年途中、1998年 - 1999年）
- 7 （1991年途中 - 1996年）※シーズン途中に広島東洋カープから復帰し、一旦7を着用していた高沢秀昭（移籍前には31を着用）と背番号を交換
- 1 （1997年）
- 35 （2000年）
- 76（2017年 - 2021年）
- 77（2022年）

## 関連情報

### 著書
- 「負けたらあかん!―野球人ブチの反撃」（2001年、アスク刊）ISBN 978-4434015588

### 出演

#### 映画
- レフトフライ（2018年1月13日公開、カエルカフェ、監督：秋原北胤）[18]　※特別出演